# 石原まき子
石原 まき子（いしはら まきこ、1933年7月23日 - ）は、日本の芸能プロモーター。石原裕次郎の未亡人で、石原プロモーションの代表取締役会長・石原裕次郎記念館元館長。
旧姓は荒井、愛称は「マコ」。結婚前は北原 三枝（きたはら みえ）の芸名で女優として活動したスターであった。

## 来歴・人物

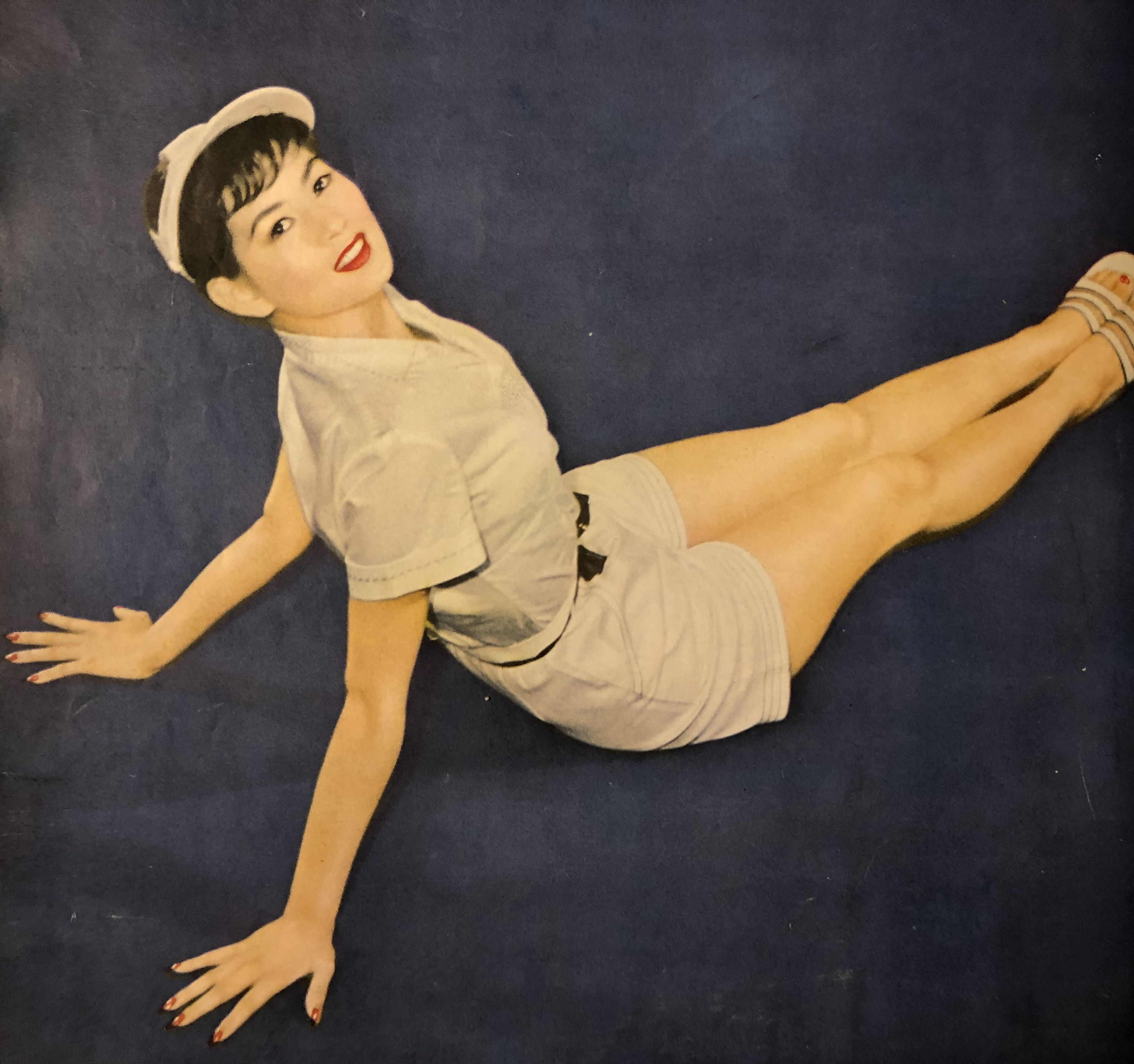
1954年

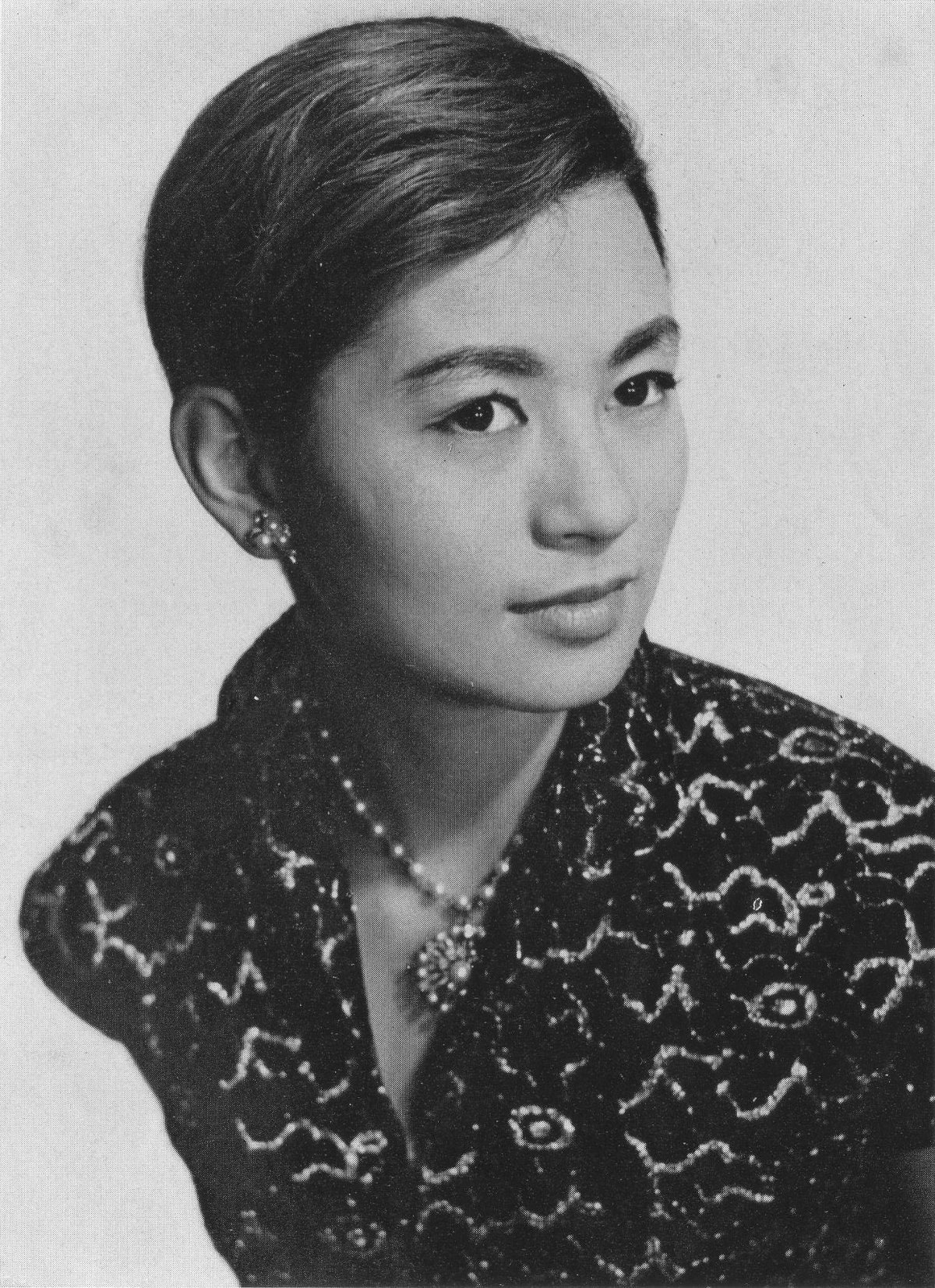
1955年、小林晃撮影

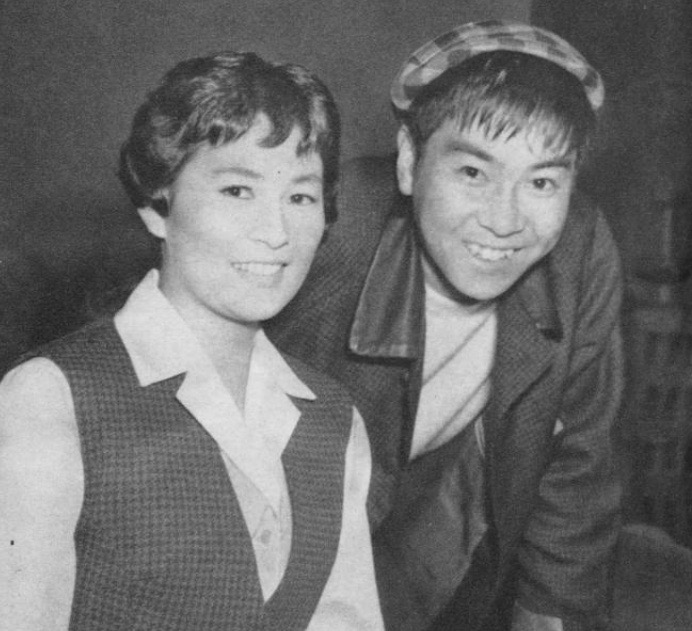
北原三枝、石原裕次郎（1958年頃）

東京都目黒区出身。目黒区立第二中学校卒業後、NDT（日劇ダンシングチーム）に5期生として入団。1952年に退団後、松竹のニューフェイスに合格して入社。『カルメン純情す』で本格的なデビューを果たす。
1954年に、活動を再開した日活に引き抜かれる形で移籍。女優陣のエースとして活躍する。『狂った果実』（1956年）で後に結婚する一歳年下の石原裕次郎と初共演後、日活のドル箱コンビとして23作もの共演作が製作された。
1960年に裕次郎と共演した『闘牛に賭ける男』への出演を最後に裕次郎と結婚し、女優業を引退した。スター同士の結婚は日活の強い反対を受けたと言われる。引退後は妻である「石原まき子」として内助の功に徹し、石原プロの経営に関わる。裕次郎の死後は「代表取締役」の肩書で石原プロと2代目社長の渡哲也を支え続けてきた。
2011年3月28日、石原プロの経営陣総入れ替えにおいて正式に「代表取締役会長」の肩書になる。この時に渡が2代目社長を退任し社長の座が空いたが、社長就任は固辞した。
その後も渡らと共に石原プロを経営していたが、自身の高齢により実務が困難になってきたことから、所属俳優・スタッフと相談し石原プロの閉鎖を決断。2020年7月17日に、「2021年1月16日をもって、株式会社石原プロモーションの商号を石原裕次郎の仏前に返還する」との名目で芸能事務所としての業務を終了することを、公式サイトなどで発表した。その報告でまき子は、裕次郎の遺言が「俺が死んだら即会社をたたみなさい」だったこと、一方で所属俳優・スタッフの会社に対する愛情の強さを感じたことで、その遺言を言い出せずに今日まで来たことを明かしている。　
石原プロの閉鎖後は、裕次郎の遺品管理を行う新組織「一般社団法人ISHIHARA」および、作品の版権を管理する「石原音楽出版社」の名誉会長に就任する。また、自身の甥である邦彦と養子縁組し、石原邦彦として代表に就任させた。

## 受賞歴
- 第44回日本アカデミー賞 会長功労賞[8]

## 主な出演作

### 映画

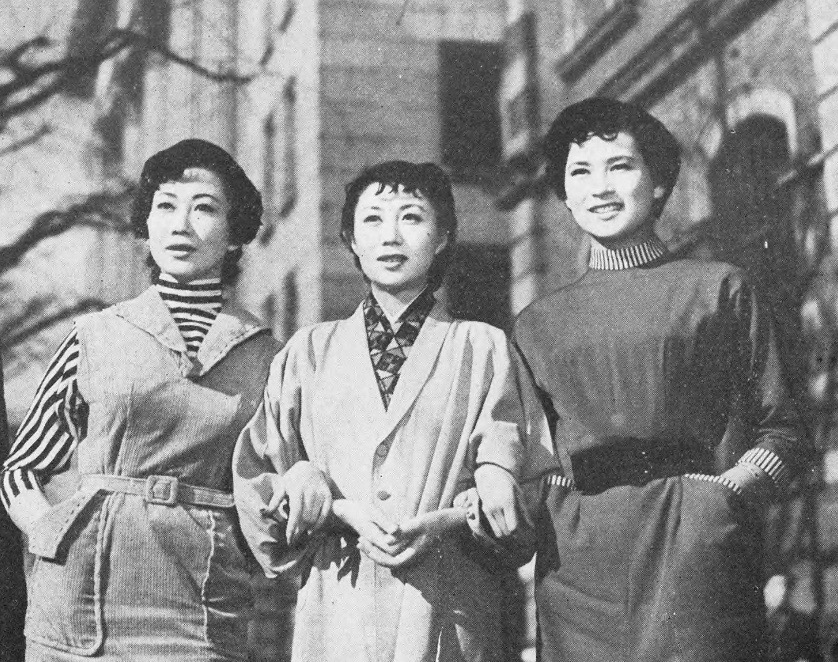
『求婚三人娘』（1954年）

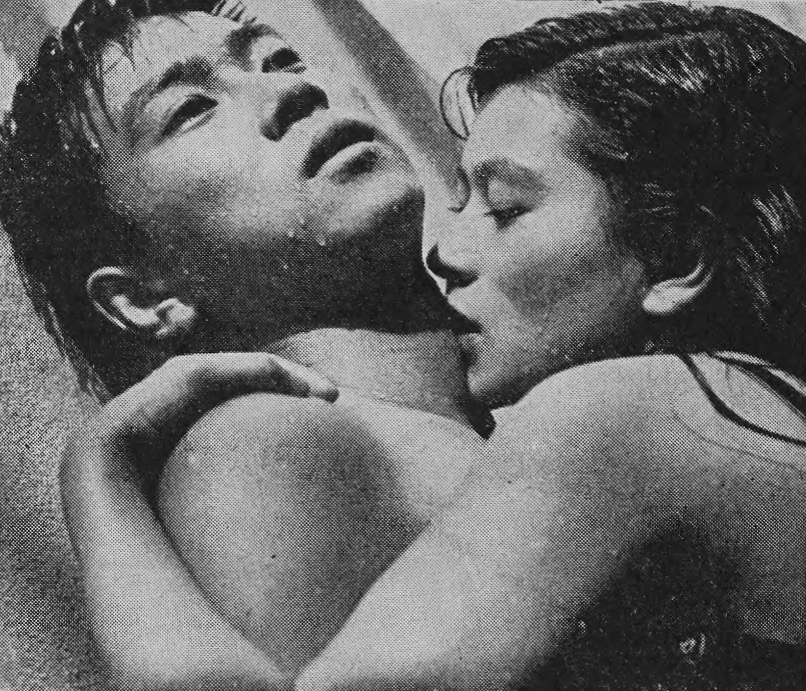
『狂った果実』（1956年）

- お茶漬の味（1952年、松竹） - 女給 役
- カルメン純情す（1952年、松竹） - 細井レイ子 役
- 流れの旅路（1952年、松竹） - 孫娘おしげ 役[9]
- 君の名は 第二部（1953年、松竹） - アイヌの娘 ユミ 役
- 東京マダムと大阪夫人（1953年、松竹） - 星島百々子 役[10]
- 新東京行進曲（1953年、松竹） - 桶昭子 役[11]
- 家族あわせ（1953年、松竹） - 千鶴子 役[12]
- 大学の龍虎（1953年、松竹） - 娘京子 役[13]
- 初恋おぼこ娘（1953年、松竹） - 春江 役[14]
- シミ抜き人生（1953年、松竹） - 竹村きく子 役[15]
- 旅路（1953年、松竹） - 初子 役[16]
- 求婚三人娘（1954年2月、松竹） - 滝井万里子 役[17]
- 若き日の誘惑（1954年2月、松竹） - 祝水幸子 役[18]
- 腰抜け狂騒曲（1954年5月、松竹） - 景子 役[19]
- 青春ロマンスシート　青草に坐す（1954年6月、松竹） - 芳賀弘子 役[20]
- 若旦那と踊子（1954年8月、松竹） - 踊子江美 役[21]
- えくぼ人生（1954年9月、松竹） - 藤村マチ子 役[22]
- 女人の館（1954年11月、日活） - 主演・丹野万津子 役[23]
- 月は上りぬ（1955年、日活） - 三女・浅井節子 役[24]
- 次郎長外伝　秋葉の火祭り（1955年、日活） - お美代 役[24]
- 生きとし生けるもの（1955年、日活） - 八代恵美 役[24]
- 愛のお荷物（1955年、日活） - 五代冴子 役[24]
- 銀座の女（1955年、日活） - ブンちゃん 役[24]
- 青春怪談（1955年、日活） - 主演・奥村千春 役
- 次郎長遊侠伝　天城鴉（1955年、日活） - おせん、お美代（二役） 役[24]
- 緑はるかに（1955年、日活） - 踊る人（特別出演） 役[24]
- うちのおばあちゃん（1955年、日活） - 岡本正子、岡本槇子（二役） 役[24]
- おしゅん捕物帖　謎の尼御殿（1955年、日活） - 琴姫、縫之助（二役） 役[24]
- 銀座二十四帖（1955年、日活） - 仲町雪乃 役[25]
- 自分の穴の中で（1955年、日活） - 志賀多美子 役[25]
- 幼きものは訴える（1955年、日活） - 修道女（特別出演） 役[25]
- ジャズ・オン・パレード 1956年 裏町のお転婆娘（1956年、日活） - （特別出演）[26]
- 朝やけ血戦場（1956年、日活） - 魚住お次 役[26]
- 風船（1956年、日活） - 三木原ミキ子 役[26]
- 色ざんげ（1956年、日活） - 西条つゆ子 役[26]
- ドラムと恋と夢（1956年、日活） - 眼医者（特別出演） 役[26]
- 火の鳥（1956年、日活） - （特別出演）[27]
- 流離の岸（1956年、日活） - 主演・寺岡千穂 役[26]
- 狂った果実（1956年、日活） - 恵梨 役
- 逆光線（1956年、日活） - 主演・芳田玲子 役[26]
- 夏の嵐（1956年、日活） - 主演・浅井陵子 役
- 感傷夫人（1956年、日活） - 立松正子 役[26]
- 若の花物語　土俵の鬼（1956年、日活） - 勝治の妻・香代子 役[28]
- お転婆三人姉妹 踊る太陽（1957年、日活） - （特別出演） 役[29]
- 危険な関係（1957年、日活） - 山代三枝 役[29]
- 勝利者（1957年、日活） - 白木マリ 役[29]
- 今日のいのち（1957年、日活） - 主演・南方理子 役[29]
- 俺は待ってるぜ（1957年、日活） - 早枝子 役[29]
- 嵐を呼ぶ男（1957年、日活） - 福島美弥子 役
- 錆びたナイフ（1958年、日活） - 西田啓子 役
- 陽のあたる坂道（1958年、日活） - 倉本たか子 役
- 明日は明日の風が吹く（1958年、日活） - 江島啓子 役[30]
- 素晴しき男性（1958年、日活） - 旗陽子 役[30]
- 風速40米（1958年、日活） - 滝今日子 役[30]
- 赤い波止場（1958年、日活） - 杉田圭子 役
- 嵐の中を突っ走れ（1958年、日活） - 上月節子 役[30]
- 若い川の流れ（1959年、日活） - 北岡みさ子 役
- 今日に生きる（1959年、日活） - 矢代ユミ子 役
- 男が爆発する（1959年、日活） - 宇津蕗子 役[31]
- 山と谷と雲（1959年、日活） - 有馬寿々子 役[31]
- 風のある道（1959年、日活） - 竹島恵子 役[31]
- 清水の暴れん坊（1959年、日活） - 児島美紀 役[31]
- 天と地を駈ける男（1959年、日活） - 尾関慧子 役[31]
- 鉄火場の風（1960年、日活） - 相良那美 役[32]
- 白銀城の対決（1960年、日活） - 三谷佳子 役[32]
- 青年の樹（1960年、日活） - 山形香世 役[32]
- 天下を取る（1960年、日活） - 尾山沢子 役[32]
- やくざ先生（1960年、日活） - 三浦道子 役[32]
- 闘牛に賭ける男（1960年、日活） - 佐倉冴子 役[32]

### テレビドラマ
- あしたの虹（1964年）

### ドキュメンタリー
- 石原裕次郎生誕80年記念番組 まき子夫人わが心の裕さん〜裕次郎こころの居場所〜（2014年3月7日、BS-TBS）

## 著書
- 『裕さん、抱きしめたい』（1988年、主婦と生活社）
- 『死をみるとき 裕さんが書き遺したもの』（2013年、青志社）

## 演じた女優
- テレビ朝日『弟』（2004年11月17日 - 11月21日放送）での配役
  - 仲間由紀恵（23歳 - 39歳）
  - 松坂慶子（45歳 - 57歳）
- NHK BSプレミアム『裕次郎は死なない～心に刻まれた５つの物語～』（2017年6月17日放送）での配役
  - 美波
- NHK BS4K 『裕さんの女房』（2021年3月20日放送）
  - 松下奈緒（成人期）
  - 大里菜桜（少女期）